# Baby Face Nelson
Lester Joseph Gillis (Chicago, 6 de diciembre de 1908 - Wilmette, 27 de noviembre de 1934), conocido bajo el seudónimo de George Nelson o Baby Face Nelson (así apodado por su apariencia juvenil y de poca estatura), fue un atracador de bancos y asesino estadounidense en la década de 1930. Estuvo asociado por lo general con criminales como John Dillinger, al que ayudó a escapar de la prisión en Indiana, con lo que Baby Face Nelson (Lester Joseph Gillis) se convirtió principalmente junto a su camarada John Dillinger y junto con los otros restantes miembros de la banda en los más buscados y requeridos por la justicia y en enemigo público número uno (En especial Baby Face Nelson y John Dillinger, considerados junto a Al Capone como los mayores enemigos públicos número uno de la década de los 30's de los Estados Unidos). 
Nelson fue el responsable del asesinato de varias personas, y tiene el dudoso honor de haber matado a más agentes del FBI en el ejercicio de sus funciones que cualquier otra persona. Nelson resultó muerto por agentes del FBI después de un tiroteo conocido como "La batalla de Barrington".

## Primeros años
El 4 de julio de 1921, a la edad de doce años, Nelson fue detenido después de disparar accidentalmente a un compañero en la mandíbula con una pistola que había encontrado. Por esta razón, pasó un año de trabajos forzados en el reformatorio estatal. Fue detenido nuevamente por robo y conducción temeraria a los 13 años, por lo que fue enviado a una escuela penal 18 meses más.
En 1928, Nelson estaba trabajando en una gasolinera de su barrio, que se convirtió en la sede de jóvenes ladrones de neumáticos conocidos como "strippers". Después de unirse al grupo, Nelson conoció a muchos delincuentes locales, entre ellos a algunos que le dieron trabajo como conductor de alcohol de contrabando a través de los suburbios de Chicago. Fue a través de este trabajo que Nelson se asoció con miembros de los suburbios como la banda de Roger Touhy. En dos años, Nelson y su banda se habían graduado en el robo a mano armada. El 6 de enero de 1930, entraron en la casa del director editorial Charles M. Richter. Después de reducirlo, lo ataron con cinta adhesiva, cortaron las líneas de teléfono y se llevaron 25.000 dólares en joyas. Dos meses más tarde, se llevó a cabo un robo similar en la ruta de bungalows de Lottie Brenner Von Buelow Sheridan. En este trabajo se llevaron 50.000 dólares en joyas, incluyendo el anillo de bodas del dueño del banco. Los periódicos de Chicago los apodaron como "los bandidos de la cinta".
El 21 de abril de 1933, Nelson robó su primer banco, llevándose 4.000 dólares. Un mes más tarde, Nelson y su banda saquearon otra casa con un botín de 25.000 dólares en joyas. El 3 de octubre de ese año, Nelson dio el golpe en el Banco Estatal Itasca, con 4.600 dólares de botín. Un cajero identificó a Nelson como uno de los ladrones. Tres noches después, Nelson robó las joyas de la esposa del alcalde de Chicago William Hale Thompson, por valor de 18.000 dólares. Más tarde, la mujer describió a su atacante de esta manera: «Tenía cara de niño. Era bien parecido, poco más que un muchacho, tenía el pelo oscuro y llevaba un abrigo gris y un sombrero de fieltro marrón». Años más tarde, a Nelson y su equipo se les relacionó con un robo frustrado en un bar de carretera en Summit, Illinois, el 23 de noviembre de 1930. El asalto acabó en un tiroteo que se saldó con tres muertos y tres heridos. Tres noches después, los bandidos de la cinta dieron el golpe en una taberna de Waukegan Road, donde Nelson se anotaría el primer asesinato de su lista, cuando mató al corredor de bolsa Edwin R. Thompson.

## Hacia el oeste
Durante el invierno de 1931, la mayoría de los miembros de la banda fueron detenidos, incluido Nelson. El Chicago Tribune se refiere a su líder como "George 'Baby Face' Nelson", quien recibió una sentencia de un año en la penitenciaría del estado en Joliet, Illinois. En febrero de 1932, Nelson se escapó durante un traslado penitenciario. A través de sus contactos en la Banda Touhy, Nelson huyó al oeste y se refugió en Reno, Nevada, bajo el amparo de William Graham. Usando el alias de "Jimmy Johnson", Nelson terminó en Sausalito, California, trabajando para el contrabandista Joe Parente. Durante estos trabajos, Nelson probablemente conoció por primera vez a Juan Pablo Caza y Fatso Negri, dos hombres que estuvieron a su lado durante la segunda mitad de su carrera. Mientras que en Reno, el siguiente invierno, Nelson conoció a Alvin Karpis, quien a su vez lo presentó al ladrón del Banco Midwestern Eddie Bentz. Haciendo equipo con Bentz, Nelson regresó a la región central el siguiente verano y cometió su primer gran atraco a un banco en Grand Haven, Míchigan, el 18 de agosto de 1933. El robo fue casi un desastre, aunque la mayoría de los involucrados salieron limpiamente.

## Líder de banda
El trabajo de Haven convenció a Nelson para dirigir su propia banda. A través de conexiones en la Green Lantern Tavern de Saint Paul, Minnesota, Nelson reclutó a Homer Van Meter, Tommy Carroll y Eddie Green. Con estos hombres (y otros dos ladrones locales), Nelson robó el First National Bank de Brainerd, Minnesota, el 23 de octubre de 1933, con un botín de 32.000 dólares. Los testigos informaron que Nelson ametralló salvajemente a los espectadores en su escapada. Burrough Después de recoger a su esposa Helen y su hijo de cuatro años Ronald, Nelson huyó con su banda a San Antonio, Texas. Allí, Nelson y los suyos habían comprado varias armas a Hyman Lehman. Una de esas armas fue una Colt automática de 38 milímetros que había modificado (Nelson utilizaría esta misma arma en el asesinato del agente especial W. Carter Baum en el alojamiento de Little Bohemia varios meses más tarde).
El 9 de diciembre, una mujer de San Antonio, Texas, avisaría a la policía de la presencia cercana de los "gángsters del norte". Dos días más tarde, Tommy Carroll fue acorralado por dos detectives y abrió fuego, matando al detective H.C. Perrin e hiriendo al detective Al Hartman. Toda la banda de Nelson, a excepción del propio Nelson, huyó de San Antonio. Él, junto a su esposa, viajó al oeste, a la bahía de San Francisco, en California, donde reclutó a John Paul Chase y Negri Fatso para una nueva ola de robos a bancos durante la siguiente primavera.

### Asociación con John Dillinger
El 3 de marzo de 1934, el reconocido criminal John Dillinger fabricó su famosa "pistola de madera" para fugarse de la cárcel de Crown Point, Indiana. Aunque los detalles siguen en discusión, se sospecha que la fuga fue organizada y financiada por los miembros de la recién formada banda de Nelson, como Homer Van Meter, Tommy Carroll, Eddie Green y John Hamilton, con el acuerdo de que Dillinger pagaría una parte del dinero de los sobornos de su participación en el primer robo. La noche que Dillinger llegó a la zona de las Twin Cities, Nelson y su amigo John Paul Chase fueron interrumpidos por un coche conducido por un vendedor local de pintura llamado Theodore Kidder. Nelson perdió los estribos y se lanzó en su persecución, llevando el vehículo de Kidder a la cuneta. Cuando el vendedor salió a protestar, Nelson le disparó de muerte.
Dos días después de esto, Baby Face Nelson y John Dillinger se aliaron siendo éste dúo de gangsters la dupla perfecta para liderar la banda, tanto Nelson como Dillinger eran inteligentes, pero había algo que los diferenciaba y era el carácter, John Dillinger era el líder intelectual y táctico, ya que al ser alguien muy frío para pensar y calculador, organizaba como se iba a efectuar y a desarrollar el robo a parte de que tenía un gran poder de convencimiento y llegar a atemorizar sin ni siquiera mostrarse agresivo, por otro lado, Baby Face Nelson era el líder escabroso y áspero, ya queba pesar de su rostro juvenil, Baby Face Nelson tenía un carácter muy caliente, explosivo y aterrador, con la frialdad para asesinar aunque en primera instancia el cometer un asesinato no era su intención, sin embargo sin pensarlo 2 veces llegaba a asesinar y lo hacía siempre y cuando lo veía necesario, así que Nelson hacía lo más conveniente para su beneficio y el de su banda sin importar en los demás, tenía las características de un psicópata, así que John Dillinger era el líder mental y estratégico, sabía como todo se iba a llevar a cabo en el inicio, en el curso, y al final del robo, y Baby Face Nelson era el líder en el aspecto de rudeza, era quien se encargaba de neutralizar y atemorizar muy fuertemente a las personas con la idea de que iban a morir y hasta a asesinar si lo veía necesario, la dupla de Baby Face Nelson y John Dillinger hacía de que todo el plan de atraco les salga el asalto al banco al pié de la letra, la nueva banda (con la participación de Hamilton como nuevo integrante y el sexto hombre incierto) pudo realizar muchos asaltos a bancos con éxito, dio el golpe al Banco Nacional de Seguridad en Sioux Falls, Dakota del Sur. En el robo, que le proporcionó alrededor de 49.000 dólares (las cifras difieren ligeramente), Nelson hirió gravemente al policía Hale Keith con una ráfaga de sub-ametralladora cuando el oficial llegaba a la escena.
Los seis hombres pronto fueron identificados como "la segunda banda de Dillinger", debido a la extrema notoriedad de Dillinger, aunque la banda en realidad no tenía líder. El 13 de marzo, la banda volvió a golpear, esta vez en el First National Bank de Mason City, Iowa. Dillinger y Hamilton fueron heridos en el asalto, donde se hicieron con un botín de 52.000 dólares. El 3 de abril, los agentes federales tendieron una emboscada a Eddie Green y lo mataron, pese a que iba desarmado y no estaban seguros de su identidad. Tras el robo en Mason City, Nelson y John Paul Chase huyeron al oeste de Reno, donde sus antiguos jefes Bill Graham y Jim McKay estaban siendo juzgados por un caso federal de fraude postal. Años más tarde, el FBI determinó que el 22 de marzo de 1934, Nelson y Chase secuestraron al testigo principal contra la pareja, Roy Fritsch, y lo mataron. El cuerpo descuartizado de Fritsch nunca se encontró y se dice que fue arrojado a una mina abandonada.

## Little Bohemia
En la tarde del 20 de abril de 1934, Nelson, Dillinger, Van Meter, Carroll, Hamilton y Pat Reilly, acompañados de la esposa de Nelson, Helen, y las novias de los otros hombres, llegaron al apartado hotel rústico Little Bohemia, en Manitowish Waters, Wisconsin, para un fin de semana de descanso. La llegada de la banda al complejo aparentemente provenía de los contactos entre el abogado de Dillinger, Louis Piquett, y el propietario del hotel Emil Wanatka. Aunque los pandilleros lo saludaron por su nombre, Wanatka sostuvo que no tenía conocimiento de sus identidades hasta la noche del viernes. Según el libro de Bryan Burrough Public Enemies: America's Greatest Crime Wave and the Birth of the FBI, 1933–34, esto probablemente ocurrió cuando Wanatka jugaba a las cartas con Dillinger, Nelson y Hamilton. Cuando Dillinger ganó una ronda y recogió el bote, Wanatka alcanzó a ver la pistola de Dillinger escondida en su chaqueta, y se dio cuenta de que Nelson y los demás también tenían fundas al hombro.
Al día siguiente, mientras la mujer de Wanatka estaba fuera de la casa de campo con su pequeño hijo en una fiesta de cumpleaños, informó a su amigo, Henry Voss, de que la banda de Dillinger estaba en la casa de campo, y el FBI fue posteriormente avisado el 22 de abril. Melvin Purvis y una serie de agentes llegaron en avión desde Chicago, y aprovechando la salida de la banda atacaron la casa de campo con demasiada rapidez y poca preparación, y sin notificarlo u obtener ayuda de las autoridades locales.
Wanatka ofrecía una cena especial de un dólar todos los domingos por la noche. La última constaba de 75 comensales cuando los agentes llegaron a la entrada principal. Un Chevrolet de 1933 estaba saliendo en ese momento con tres clientes, John Hoffman, Eugene Boisneau y John Morris, que al parecer no escucharon la orden de detenerse a causa de la radio. Los agentes rápidamente abrieron fuego contra ellos, matando instantáneamente a Boisneau e hiriendo a los otros, y además alertaron a los miembros de la banda en el interior.
Contribuyendo al caos, en ese mismo instante Pat Reilly regresaba a la casa de campo después de una misión fuera de la ciudad ordenada por Van Meter, acompañado de la novia de otro miembro de la pandilla, Pat Cherrington. Abordados por los agentes, Reilly y Cherrington recularon y escaparon bajo el fuego.
Dillinger, Van Meter y Hamilton inmediatamente escaparon por la parte trasera de la casa de campo, que estaba sin vigilancia, y se dirigieron al norte a pie por el bosque y junto a un lago para requisar un coche y un conductor a una milla de distancia. Carroll no estaba lejos del lugar, y cuando llegó a Manitowish robó un coche y llegó sin incidentes a St. Paul.
Nelson, que había estado fuera de la casa de campo en la cabaña de al lado (supuestamente estaba molesto porque a Dillinger le habían dado una habitación mejor), atacó a Purvis, antes de retirarse a la casa de campo bajo una lluvia de fuego de los agentes. De allí salió por detrás y huyó en dirección opuesta a los otros. Hora y media después de salir de los bosques, a una milla de distancia de Little Bohemia, Nelson secuestró a una pareja en su casa y les ordenó que lo llevaran lejos. Aparentemente insatisfecho con la velocidad del coche, rápidamente les ordenó que se detuvieran en una casa bien iluminada, donde un operador telefónico, Alvin Koerner, los reconoció y rápidamente llamó a las autoridades para informar de un vehículo sospechoso frente a su casa. Poco después de que Nelson entrara en la casa, tomando como rehen a Koerner, Emil Wanatka llegó con su cuñado George LaPorte y un empleado de la casa de campo (mientras que un cuarto hombre se quedó en el coche) y también fueron hechos prisioneros. Nelson ordenó a Koerner y Wanatka entrar en su vehículo, donde el cuarto hombre permaneció inadvertido en el asiento trasero.
Mientras se preparaban para partir, con Wanatka conduciendo a punta de pistola, otro coche llegó con dos agentes federales (W. Carter Baum y Jay Newman), y el agente local Carl Christensen. Nelson, rápidamente, los tomó por sorpresa a punta de pistola y les ordenó salir de su coche. Cuando Newman y el conductor estaban saliendo, Nelson al parecer detectó algún movimiento sospechoso y abrió fuego, hiriendo gravemente a Christensen y Newman y asesinando a Baum con tres disparos en el cuello. Posteriormente, robó el coche del FBI. A menos de 15 kilómetros de distancia, el coche pinchó una rueda y, finalmente, se atascó en el lodo, de donde Nelson intentó, sin éxito, sacarlo. De nuevo a pie, vagó por el bosque y se instaló junto a una familia Chippewa en su cabaña aislada durante varios días antes de protagonizar su última fuga en otro vehículo requisado
Tres de las mujeres que habían acompañado a la banda, incluyendo la esposa de Nelson, Helen Gillis, fueron arrestadas en el interior del albergue. Después de un extenuante interrogatorio por el FBI, las tres fueron finalmente condenadas por cargos de encubrimiento y se les otorgó la libertad condicional.
Con un agente y un inocente muertos, y cuatro más heridos graves, entre ellos dos testigos, y con la huida completa de la banda de Dillinger, el FBI fue objeto de duras críticas, llegando a pedirse la dimisión de J. Edgar Hoover y la suspensión de Purvis.

## Nelson como enemigo público número 1
La identidad de Nelson como miembro de la pandilla de Dillinger había sido conocida por el FBI solo dos semanas antes del tiroteo de Little Bohemia. Tras la muerte de Baum, Nelson se hizo famoso a nivel nacional y se convirtió en un objetivo de alta prioridad. Su violencia y el asesinato del agente también sirvieron para desviar algunas de las fuertes críticas dirigidas a Hoover y Purvis tras la debacle de Little Bohemia.
Un día después de la redada de Little Bohemia, Dillinger, Hamilton y Van Meter huyeron a través de un control de carretera de la policía en Hastings, Minnesota. Una bala impactó en la espalda de Hamilton, hiriéndolo fatalmente. Nickel Hamilton habría muerto en la clandestinidad el 30 de abril o el 1 de mayo de 1934, y fue enterrado en secreto por Dillinger y otros, entre ellos Nelson, que se había unido al grupo en Aurora, Illinois.
El 7 de junio, Tommy Carroll fue asesinado al tratar de escapar de la detención en Waterloo, Iowa. Carroll y su novia Jean Crompton (que había sido capturada y juzgada con Helen Gillis después de Little Bohemia) habían crecido cerca de Nelson y su pareja, y su muerte fue un duro golpe para ellos. Nelson y Gillis pasaron a la clandestinidad durante las semanas siguientes, y aunque estaban en el área de Chicago, sus movimientos precisos en este período siguen siendo inciertos. Los Nelson supuestamente vivieron en diferentes campamentos de turismo, sin dejar de reunirse en secreto con miembros de la familia siempre que fuera posible.
El 27 de junio, Pat Reilly fue rodeado mientras dormía y fue capturado con vida en Saint Paul, Minnesota.
En la mañana del 30 de junio Nelson, Dillinger, Van Meter y uno o más cómplices adicionales robaron el Banco Nacional de Comerciantes en South Bend, Indiana. Se cree que el criminal Pretty Boy Floyd también estuvo implicado en el robo, según varias identificaciones de testigos, así como la declaración, más tarde, de José "Fatso" Negri, un viejo asociado de Nelson de California que estaba sirviendo como recadero de la banda en ese momento. Se rumoreó que otro participante fue Jack Perkins, amigo de la infancia de Nelson y también socio de la banda en ese momento (posteriormente, Perkins sería juzgado por el robo y absuelto).
Cuando comenzó el robo, un policía llamado Howard Wagner había estado dirigiendo el tráfico exterior, y se desplazó rápidamente a la escena pero, al tratar de sacar su arma, fue abatido a tiros por Van Meter, que estaba estacionado con el coche fuera del banco. También fuera del banco, Nelson intercambió disparos con un joyero local, Harry Berg, que le había disparado en el pecho, aunque no le afectó al tener chaleco antibalas. Cuando Berg se retiró a su tienda bajo el tiroteo de represalia de Nelson, otro hombre fue herido en el interior de su coche aparcado. Nelson también forcejeó brevemente con un adolescente, Joseph Pawlowski, quien lo derribó hasta que Nelson (o Van Meter) lo abatió con un golpe de su arma. Cuando Dillinger y el hombre identificado como Floyd (no confirmado) salieron del banco con sacos que contenían 28.000 dólares, se llevaron consigo tres rehenes (incluido el presidente del banco) para disuadir de disparar a tres policías que se encontraban en la escena. Los policías, de todas maneras, dispararon, hiriendo a dos de los rehenes y a Van Meter. La banda escapó. En el intercambio de disparos, otros transeúntes resultaron heridos por proyectiles, rebotes, o vidrios rotos. Resultó ser el último robo confirmado por todos los participantes conocidos y sospechosos, entre ellos Floyd (desconocido).
Durante el mes de julio y acosado por el FBI, Nelson y su esposa huyeron a California con su asociado Chase, que permanecería junto a Nelson el resto de su vida. A su regreso a Chicago, el 15 de julio, la banda llevó a cabo una reunión en su lugar de encuentro favorito. Cuando la reunión fue interrumpida por dos policías estatales, Fred McAllister y Gilbert Cruz, Nelson disparó contra su vehículo con su "pistola ametralladora", hiriendo a ambos. La autoría de Nelson fue incierta hasta la confesión de Chase.
El 22 de julio de 1934, Dillinger fue emboscado y asesinado por agentes del FBI fuera del Biograph Theater de Lincoln Park, Chicago. Al día siguiente, el FBI anunció que "Pretty Boy" Floyd era ahora el enemigo público Nº 1. El 22 de octubre de 1934, Floyd fue asesinado en un tiroteo con varios agentes, entre los que se encontraba Melvin Purvis.
El 23 de agosto, Van Meter fue emboscado y asesinado por la policía en Saint Paul, Minnesota, dejando a Nelson como el único sobreviviente de la llamada "segunda banda de Dillinger".
En los meses siguientes, Nelson y su esposa, por lo general acompañados de Chase, se desplazaron al oeste a ciudades como Sacramento y San Francisco, California, y Reno y Las Vegas, Nevada. A menudo se quedaban en campamentos de automóviles, incluido el de Walley Hot Springs, en las afueras de Genoa, Nevada, donde se escondieron desde el 1 de octubre hasta el 1 de noviembre, fecha aproximada en que regresan a Chicago. Los movimientos de Nelson durante el último mes de su vida son en gran parte desconocidos.
A finales del mes, el interés del FBI se había centrado en una antigua guarida de Nelson, la posada de Lago de Como, en Lago Geneva, Wisconsin, donde se creía que Nelson podría regresar para pasar el invierno. Cuando Nelson, su pareja y Chase regresaron a esa posada el 27 de noviembre, se encontraron cara a cara con los sorprendidos agentes del FBI, en un momento en que no estaban preparados para un enfrentamiento armado. Los fugitivos huyeron a toda velocidad antes de que se llegara a disparar. Armados con una descripción del coche (un Ford V8 negro) y su número de matrícula (639-578), más agentes llegaron a la zona.

## Muerte
La muerte de "Baby Face" Nelson tendría lugar en el otoño de 1934. El tiroteo que terminó con su vida tuvo lugar el 27 de noviembre de 1934 a las afueras de Chicago, en la ciudad de Barrington, y también acabó con las vidas de los agentes federales Herman "Ed" Hollis y Samuel P. Cowley.
El tiroteo se desató en Barrington cuando Nelson, junto a Helen Gillis y John Paul Chase, conducían un Ford V8 robado hacia Chicago en la carretera estatal 14. Nelson, siempre dispuesto a detectar agentes de la seguridad, vio un sedán conducido en sentido contrario por los agentes del FBI Thomas McDade y William Ryan en su interior. Los agentes y los fugitivos se reconocieron y después de varios cambios de sentido de los dos vehículos, Nelson fue a la caza del coche de los agentes. Nelson y Chase dispararon contra los agentes y destrozaron el parabrisas de su coche. Después de girar bruscamente para evitar un camión de leche que se acercaba, Ryan y McDade patinaron en un campo y esperaban ansiosos a que Nelson y Chase los hubieran dejado de perseguir. Los agentes no sabían que un disparo efectuado por Ryan había perforado el radiador del Ford de Nelson ni que el Ford estaba siendo perseguido por un automóvil Hudson conducido por dos agentes más: Herman Hollis (quien fue acusado de haber hecho el tiro mortal a un herido Pretty Boy Floyd un mes antes) y Cowley. Como resultado de ello, Ryan y McDade eran ajenos a los acontecimientos que sucedieron después.
Con su vehículo perdiendo fuerza y sus perseguidores intentando sacarlo de la carretera, Nelson se desvió en la entrada al barrio de North Park Side de Barrington. Hollis y Cowley los aventajaron por más de 30 metros, se detuvieron frente al auto de Nelson y le cortaron el camino en una esquina, para luego bajar y escudarse detrás de su vehículo. El tiroteo que siguió fue presenciado por más de 30 personas.
La esposa de Nelson, huyó para cubrirse de las balas, por pedido de Nelson. Este, avanzando hacia los agentes, disparó tan rápido con un rifle .351 que los transeúntes lo confundían con una ametralladora. Seis balas de ametralladora de Cowley finalmente dieron a Nelson en el pecho y el estómago antes de que Nelson dejase a Cowley mortalmente herido a balazos en los mismos lugares, mientras que Hollis, con su escopeta, derribó a Nelson con un disparo en las piernas. Tan pronto Nelson pudo ponerse de pie, Hollis, posiblemente ya herido, se trasladó a una mejor cobertura detrás de un poste de electricidad, pero, mientras sacaba su pistola, fue asesinado por una bala en la cabeza antes de que pudiera devolver el fuego. Nelson se puso sobre el cuerpo de Hollis por un momento, pero al notar que ya estaba muerto cojeó hacia el auto de los agentes. Nelson estaba demasiado malherido para conducir, así que Chase se puso al volante y ambos hombres y la esposa de Nelson se dieron a la fuga. Nelson había recibido nueve disparos, una de las balas de Cowley había golpeado su torso y ocho de los perdigones de Hollis habían golpeado sus piernas. Después de decirle a su esposa "Estoy terminado", Nelson dio instrucciones a Chase de llevarlos a una casa segura en Walnut Street, en Wilmette, Illinois. Nelson murió en la cama con su esposa a su lado, a las 19:35.
Hollis fue gravemente herido en la cabeza y declarado muerto poco después de llegar al hospital. En otro hospital, Cowley vivió el tiempo suficiente para dialogar brevemente con Melvin Purvis y entrar a cirugía, antes de sucumbir a una herida en el estómago similar a la sufrida por Nelson. Tras una denuncia telefónica anónima, el cuerpo de Nelson fue descubierto envuelto en una manta, en frente del Cementerio Luterano Saint Paul en Skokie, Illinois, el cual todavía existe. Helen Gillis más tarde declaró que había colocado la manta sobre el cuerpo de Nelson, ya que "él siempre ha odiado el frío..."
La prensa informó luego sobre una cuestionable orden de J. Edgar Hoover ("... encontrar a la mujer sin darle cuartel"), ya que el FBI había emitido una "orden de muerte" para la viuda de Nelson, que vagaba por las calles de Chicago como fugitiva desde hacía varios días, siendo descrita como la primera mujer "enemigo público" de Estados Unidos. Después de entregarse el Día de Acción de Gracias, Helen Gillis, que había sido puesta en libertad condicional después de su captura en Little Bohemia, pasó un año en la cárcel por esconder a su marido. Chase fue detenido más tarde y pasó una temporada en Alcatraz.

## Entierro
Gillis y Nelson están enterrados en el cementerio de San José en River Grove, Illinois.

## Personalidad
Como parte del grupo de gángsters de la época de la Depresión que también incluía a Dillinger, Nelson era la antítesis de la figura popular de Robin Hood. Como hombre irascible que era, Nelson no dudó en matar por igual a representantes de la ley y transeúntes inocentes. Por ejemplo, el 6 de marzo de 1934, durante el robo al Banco Nacional de Seguridad & Trust Company en Sioux Falls, Dakota del Sur, Nelson se enfureció por el sonido de la alarma y exigió saber quién la había hecho sonar. Al ver a un oficial de policía, Hale Keith, que llegaba al banco en una motocicleta, Nelson saltó sobre una barandilla y disparó una ráfaga de balas a través de una ventana de vidrio, hiriendo de gravedad a Keith. Según los informes, después de disparar a Keith gritó "¡Me he cargado a uno!".
Delincuentes de alto perfil de la época, Nelson y Clyde Barrow fueron acusados de matar a más de 50 policías entre los dos. Paradójicamente, Nelson también fue un hombre dedicado a su familia, que a menudo tenía a su mujer y sus hijos junto a él durante la ejecución de la ley. Tras la muerte de Dillinger en julio de 1934, Nelson se convirtió en enemigo público número 1.

## En la cultura popular
Nelson ha sido retratado en películas como:
- Baby Face Nelson, una película de 1957 protagonizada por Mickey Rooney
- The FBI Story, una película de 1959 protagonizada por James Stewart
- Dillinger, una película de 1973 con Richard Dreyfuss como Nelson
- Baby Face Nelson, una película de 1995 protagonizada por C. Thomas Howell
- O Brother, Where Art Thou?, una película de 2000 con Michael Badalucco como Nelson. En esta película se lo representa como afectado por un trastorno bipolar. Cuando aparece por última vez está siendo llevado por una multitud furiosa al encuentro de su muerte en la silla eléctrica. La película está ambientada en 1937, tres años después de la muerte del verdadero Nelson.
- Public Enemies, una película de 2009 protagonizada por Johnny Depp como John Dillinger y con Stephen Graham en el papel de Nelson. En esta película, Nelson es asesinado por Melvin Purvis en el tiroteo de Little Bohemia, y por lo tanto no se convertiría en el enemigo público número uno después de la muerte de Dillinger. Sin embargo, la película aun así retrata a Nelson como alguien capaz de levantarse y continuar disparando inmediatamente después de haber recibido varios disparos.